# Richterit
Richterit (IMA-Symbol Rct) ist ein relativ selten vorkommendes Mineral aus der Gruppe der Amphibole innerhalb der Mineralklasse der „Silikate und Germanate“ mit der idealisierten chemischen Zusammensetzung Na(NaCa)Mg5Si8O22(OH)2 und damit chemisch gesehen ein Natrium-Calcium-Magnesium-Silikat mit zusätzlichen Hydroxidionen. Strukturell gehört Richterit zu den Kettensilikateen.
Richterit kristallisiert im monoklinen Kristallsystem und entwickelt meist faserige oder nadelige bis prismatische und senkrecht zur kristallographischen a-Achse [100] abgeflachte Kristalle bis etwa 15 cm Größe mit einem glasähnlichen Glanz auf den Oberflächen. Das Mineral ist durchsichtig bis durchscheinend und meist von brauner bis bräunlichroter, gelber oder grüner Farbe. Auch grauviolette und blaue Richterite sind bekannt. In dünnen Schichten kann er aber auch farblos bis blass gelb sein. Seine Strichfarbe ist dagegen immer weiß. Neben Einkristallen bildet Richterit häufig einfache oder multiple Kristallzwillinge parallel {100} (bc-Ebene) als Zwillings- und Verwachsungsebene.
Richterit bildet mit Ferro-Richterit (Na(NaCa)Fe2+5Si8O22(OH)2) eine lückenlose Mischkristallreihe. Entsprechend wird in verschiedenen Quellen auch eine Mischformel mit Na[CaNa](Mg,Fe2+)5[(OH)2|Si8O22] angegeben.

## Etymologie und Geschichte
Erstmals entdeckt wurde Richterit in der polymetallischen Lagerstätte von Långban in der schwedischen Gemeinde Filipstad (Provinz Värmlands län). Die Erstbeschreibung erfolgte 1865 durch August Breithaupt (1791–1873), der das Mineral nach Hieronymus Theodor Richter (1824–1898) benannte, um dessen Verdienste um die Mineralchemie zu ehren.
Das Typmaterial des Minerals soll in der Mineralogischen Sammlung der Technische Universität Bergakademie Freiberg unter der Sammlungs-Nr. 28854 zu finden sein. Allerdings wird diese Angabe nicht durch den Typmineral-Katalog der International Mineralogical Association (IMA) bestätigt.

## Klassifikation
Bereits in der veralteten 8. Auflage der Mineralsystematik nach Strunz gehörte der Richterit zur Mineralklasse der „Silikate und Germanate“ und dort zur Abteilung der „Kettensilikate und Bandsilikate (Inosilikate)“, wo er als Namensgeber die „Glaukophan-Reihe“ mit der System-Nr. VIII/D.05d und den weiteren Mitgliedern Arfvedsonit, Eckermannit, Glaukophan, Kalium-Richterit, Katophorit, Klinoholmquistit (diskreditiert 2004), Magnesio-Arfvedsonit, Magnesio-Riebeckit und Riebeckit innerhalb der Gruppe der „Klinoamphibole“ (VIII/D.05) bildete.
Im zuletzt 2018 überarbeiteten und aktualisierten Lapis-Mineralienverzeichnis nach Stefan Weiß, das sich aus Rücksicht auf private Sammler und institutionelle Sammlungen noch nach dieser alten Form der Systematik von Karl Hugo Strunz richtet, erhielt das Mineral die System- und Mineral-Nr. VIII/F.09-010. In der „Lapis-Systematik“ entspricht dies ebenfalls der Abteilung „Ketten- und Bandsilikate“, wo Glaukophan zusammen mit Arfvedsonit, Eckermannit, Ferri-Fluoro-Leakeit, Ferri-Leakeit, Ferri-Obertiit, Ferri-Pedrizit, Ferro-Eckermannit (hypothetisch), Ferro-Ferri-Fluoro-Leakeit, Ferro-Ferri-Leakeit (hypothetisch), Ferro-Ferri-Obertiit, Ferro-Ferri-Pedrizit, Ferro-Fluoro-Pedrizit, Ferro-Glaukophan, Ferro-Ferri-Nybøit, Fluoro-Leakeit, Fluoro-Nybøit, Fluoro-Pedrizit, Kalium-Ferri-Leakeit, Kalium-Arfvedsonit, Kalium-Magnesio-Fluoro-Arfvedsonit, Kalium-Mangani-Leakeit, Magnesio-Arfvedsonit, Magnesio-Fluoro-Arfvedsonit, Magnesio-Riebeckit, Mangani-Dellaventurait, Mangani-Obertiit, Mangano-Ferri-Eckermannit, Mangano-Mangani-Ungarettiit, Nybøit, Oxo-Mangani-Leakeit und Riebeckit die Gruppe der „Alkali-Amphibole“ (VIII/F.08) bildet.
Die von der IMA zuletzt 2009 aktualisierte 9. Auflage der Strunz’schen Mineralsystematik ordnet den Glaukophan ebenfalls in die Abteilung der „Ketten- und Bandsilikate (Inosilikate)“ ein. Diese ist allerdings weiter unterteilt nach der Struktur der Ketten und der Zugehörigkeit zu enger verwandten Mineralfamilien, so dass das Mineral als Mitglied in der „Ca-Alkali-Klinoamphibole, Winchit-Richterit-Gruppe“ mit der System-Nr. 9.DE.20 zu finden ist.
Auch die Systematik der Minerale nach Dana ordnet den Richterit in die Klasse der „Silikate und Germanate“, dort allerdings in die bereits feiner unterteilte Abteilung der „Kettensilikate: Doppelte unverzweigte Ketten, W=2“. Hier ist er in der „Gruppe 3, Natrium-Calcium-Amphibole“ mit der System-Nr. 66.01.03b innerhalb der Unterabteilung „Kettensilikate: Doppelte unverzweigte Ketten, W=2 Amphibol-Konfiguration“ zu finden.

## Kristallstruktur
Richterit kristallisiert monoklin in der Raumgruppe C2/m (Raumgruppen-Nr. 12) mit den Gitterparametern a = 9,90 Å, b = 17,98 Å, c = 5,27 Å und β = 104,2° sowie zwei Formeleinheiten pro Elementarzelle.

## Bildung und Fundorte

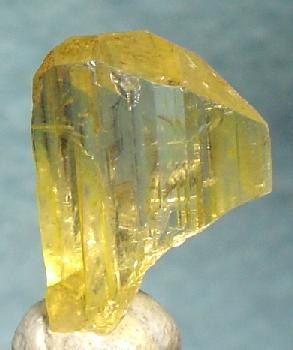
Gelber Richterit aus Badachschan, Afghanistan

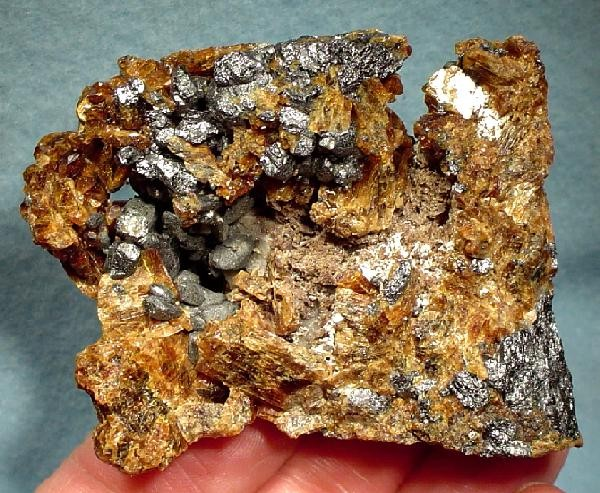
Massiger, orangefarbener Richterit und Braunit (grau) aus Långban, Schweden

Richterit bildet sich durch Kontaktmetamorphose in Kalkstein, alkalischen Eruptivgesteinen oder Karbonatiten. Auch in Meteoriten kann Richterit gefunden werden. Begleitminerale sind unter anderem Apatit, Calcit, Cristobalit, Diopsid, Enstatit, Forsterit, Leucit, Natrolith, Phlogopit, Plagioklas, Rhodonit und Schefferit.
Als eher seltene Mineralbildung kann Richterit an verschiedenen Orten zum Teil zwar reichlich vorhanden sein, insgesamt ist er jedoch wenig verbreitet. Weltweit sind bisher etwas mehr als 200 Fundstätten dokumentiert (Stand 2022). Außer an seiner Typlokalität Långban in der Gemeinde Filipstad fand sich das Mineral in der Provinz Värmlands län noch in den nahe gelegenen Gruben Jakobsberg bei Nordmark, Harstigen und Stora Pajsberg bei Pajsberg in der Gemeinde Persberg. Weitere bekannte Fundorte in Schweden sind unter anderem die Grube Garpenberg Norra in der Provinz Dalarnas län, Rakten (Ultevis, Gemeinde Jokkmokk) in der Provinz Norrbottens län, ein Eisenerzfeld bei Hästefeld in der Gemeinde Norberg in der Provinz Västmanlands län, die Manganerzgrube Sjö bei Grythyttan (Gemeinde Hällefors) und die Nybergsgruben bei Fanthyttefeld (Gemeinde Lindesberg) in der Provinz Örebro län.
Bekannt aufgrund außergewöhnlicher Richteritfunde ist zudem Wilberforce im Haliburton County in Kanada, wo bis zu 10 cm lange Kristalle zutage traten.
In Deutschland trat das Mineral bisher unter anderem am Katzenbuckel bei Eberbach und am Fohberg bei Bötzingen in Baden-Württemberg, am Laacher See im Landkreis Ahrweiler, am Rothenberg, im Steinbruch In den Dellen (auch Grube Zieglowski) und am Thelenberg in der Verbandsgemeinde Mendig sowie am Krufter Ofen, Nickenicher Sattel und Nickenicher Weinberg in der Verbandsgemeinde Pellenz in Rheinland-Pfalz und im Delitzsch-Komplex bei Landsberg in Sachsen-Anhalt auf.
In Österreich fand sich Richterit bisher nur bei Raabs an der Thaya und im Dyke Jarolden bei Waidhofen an der Thaya im Waldviertel von Niederösterreich, auf der Fuchs Alp im Gebiet des gleichnamigen Sees in der Gemeinde Tweng  in Salzburg und am Obernberger Tribulaun in der Gemeinde Obernberg am Brenner in Tirol.
In der Schweiz kennt man das Mineral bisher nur aus dem Steinbruch Quadrada bei Selva in der Gemeinde Poschiavo und vom Piz Grevasalvas nahe Maloja im Kanton Graubünden.
Weitere Fundorte liegen unter anderem in Afghanistan, Angola, der Antarktis, un Australien, Brasilien, Bulgarien, der Volksrepublik China, Finnland, Frankreich, Grönland, Indien, Indonesien, Italien, Japan, im Jemen, in Kamerun, Kasachstan, Kenia, Madagaskar, Malawi, Marokko, Myanmar, Namibia, Neuseeland, Niger, Nigeria, Nordmazedonien, Norwegen, Oman, Paraguay, Polen, Portugal, Russland, der Slowakei, Spanien, Südafrika, Tschechien, der Türkei, Uganda und den Vereinigten Staaten von Amerika.